# ديغبي بيل
ديغبي بيل (بالإنجليزية: Digby Bell)‏ هو مغني وممثل أمريكي، ولد في 8 نوفمبر 1849 في ميلواكي في الولايات المتحدة، وتوفي في 20 يونيو 1917 في نيويورك في الولايات المتحدة.

## وصلات خارجية
- ديغبي بيل على موقع IMDb (الإنجليزية)
- ديغبي بيل على موقع قاعدة بيانات برودواي على الإنترنت (الإنجليزية)